# Pierrecourt (Alt Saona)
Pierrecourt és un municipi francès situat al departament de l'Alt Saona i a la regió de Borgonya - Franc Comtat. L'any 2007 tenia 132 habitants.

## Demografia

### Població
El 2007 la població de fet de Pierrecourt era de 132 persones. Hi havia 56 famílies, de les quals 16 eren unipersonals (12 homes vivint sols i 4 dones vivint soles), 16 parelles sense fills, 20 parelles amb fills i 4 famílies monoparentals amb fills.
La població ha evolucionat segons el següent gràfic:
Habitants censats

### Habitatges
El 2007 hi havia 81 habitatges, 58 eren l'habitatge principal de la família, 22 eren segones residències i 1 estava desocupat. 79 eren cases i 2 eren apartaments. Dels 58 habitatges principals, 53 estaven ocupats pels seus propietaris, 3 estaven llogats i ocupats pels llogaters i 2 estaven cedits a títol gratuït; 2 tenien dues cambres, 4 en tenien tres, 10 en tenien quatre i 42 en tenien cinc o més. 42 habitatges disposaven pel capbaix d'una plaça de pàrquing. A 30 habitatges hi havia un automòbil i a 22 n'hi havia dos o més.

### Piràmide de població
La piràmide de població per edats i sexe el 2009 era:
| Homes | Edats   | Dones |
| ----- | ------- | ----- |
| 0     | 95 o +  | 0     |
| 0     | 90 a 94 | 0     |
| 4     | 85 a 89 | 4     |
| 4     | 80 a 84 | 0     |
| 4     | 75 a 79 | 12    |
| 8     | 70 a 74 | 4     |
| 0     | 65 a 69 | 0     |
| 0     | 60 a 64 | 0     |
| 0     | 55 a 59 | 0     |
| 8     | 50 a 54 | 4     |
| 12    | 45 a 49 | 0     |
| 0     | 40 a 44 | 0     |
| 12    | 35 a 39 | 8     |
| 0     | 30 a 34 | 4     |
| 4     | 25 a 29 | 4     |
| 4     | 20 a 24 | 0     |
| 12    | 15 a 19 | 4     |
| 4     | 10 a 14 | 8     |
| 0     | 5 a 9   | 8     |
| 4     | 0 a 4   | 0     |

## Economia
El 2007 la població en edat de treballar era de 83 persones, 60 eren actives i 23 eren inactives. De les 60 persones actives 56 estaven ocupades (33 homes i 23 dones) i 4 estaven aturades (1 home i 3 dones). De les 23 persones inactives 14 estaven jubilades, 5 estaven estudiant i 4 estaven classificades com a «altres inactius».

### Ingressos
El 2009 a Pierrecourt hi havia 55 unitats fiscals que integraven 124 persones, la mediana anual d'ingressos fiscals per persona era de 14.844,5 €.

### Activitats econòmiques
Dels 6 establiments que hi havia el 2007, 1 era d'una empresa de fabricació d'altres productes industrials, 1 d'una empresa de construcció, 1 d'una empresa de comerç i reparació d'automòbils, 1 d'una empresa d'hostatgeria i restauració i 2 d'empreses classificades com a «altres activitats de serveis».
L'únic servei als particulars que hi havia el 2009 era un paleta.
L'únic establiment comercial que hi havia el 2009 era una carnisseria.
L'any 2000 a Pierrecourt hi havia 11 explotacions agrícoles que ocupaven un total de 1.551 hectàrees.

## Poblacions més properes
El següent diagrama mostra les poblacions més properes.